# Zoo Station
 (juin 2019).
Si vous disposez d'ouvrages ou d'articles de référence ou si vous connaissez des sites web de qualité traitant du thème abordé ici, merci de compléter l'article en donnant les références utiles à sa vérifiabilité et en les liant à la section « Notes et références ».
Albums de U2
Rattle and Hum
(1987) Zooropa
(1993)
Pistes de Achtung Baby
Even Better Than the Real Thing
(2)
Zoo Station est une chanson de U2 et la première piste de leur album Achtung Baby paru en 1991. De genre rock alternatif, elle dure 4 min 36 s,. Zoo Station tire son nom de la station de métro de Berlin Zoologischer Garten. Le morceau a ouvert tous les concerts du Zoo TV Tour entre 1992 et 1993.

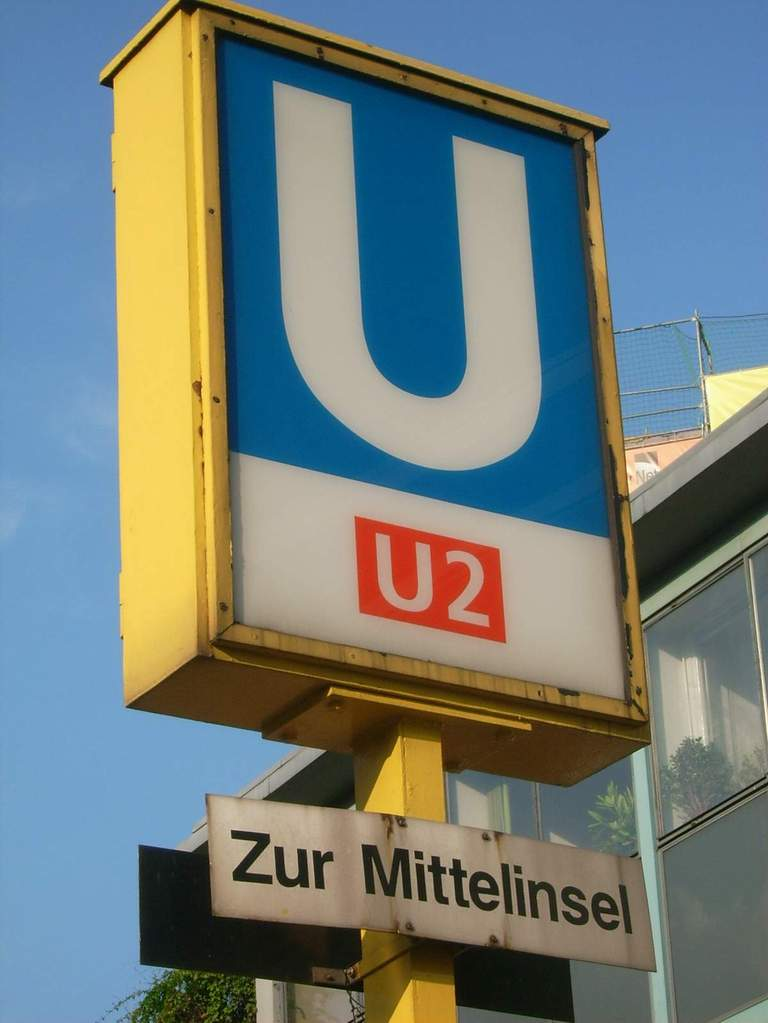
La ligne 2 du métro de Berlin (U-Bahnlinie 2 ou U2)

## Genèse
En pleine crise après la Guerre froide, U2 se rendit à Berlin pour enregistrer Achtung Baby. Alors qu'ils avaient visité un zoo, Bono avait lu un roman sur les animaux ; se retournant ainsi à Dublin. Mais c'était ici que Bono avait déclaré après Rattle and Hum vouloir recommencer. Zoo Station allait débuter l'album, pour oublier la guerre froide, et aller vers l'inconnu. Mécontent de sa voix, Bono changea sa voix avec l'aide de Flood, créant ainsi une nouvelle ambiance. La batterie et la guitare ont elles aussi changées de style.

## Reprise
Le 7 juin 2024, lors du premier concert à Birmingham en Angleterre, de leur tournée mondiale The World is a Vampire Tour, les Smashing Pumpkins ont interprété Zoo Station.